# Sycophila flavicollis
Sycophila flavicollis är en stekelart som först beskrevs av Walker 1834.  Sycophila flavicollis ingår i släktet Sycophila och familjen kragglanssteklar. Enligt den finländska rödlistan är arten nära hotad i Finland. Arten är reproducerande i Sverige. Artens livsmiljö är lundskogar. Inga underarter finns listade i Catalogue of Life.